# Hypsiglena unaocularus
La serpiente nocturna de Clarión (Hypsiglena unaocularus) es una especie de reptil de la familia Colubridae, endémica de las rocas de la isla Clarión, en el archipiélago de Revillagigedo, a 1100 km de la costa oeste de México. Mide entre 40 y 46 cm de longitud. Es de color marrón oscuro, con manchas negruzcas sobre la cabeza y en el cuello. Se alimenta de insectos y lagartijas.

## Descubrimiento
Por primera vez fueron recolectados ejemplares por Charles William Beebe en 1936, que fueron descritos como subespecie de Hypsiglena ochrorhyncha, por Wilmer Tanner en 1944. En 2013 fueron encontrados dos especímenes, con lo cual se confirmó el hallazgo de Beebe. Los análisis de ADN permitieron establecer que no se trata de una subespecie de H. ochrorhyncha ni de Hypsiglena torquata, como se había creído hasta entonces, sino de una especie diferente y el análisis filogenético determinó que su pariente más cercano es la culebra manchada de la Isla Santa Catalina, Hypsiglena catalinae.